# Herbert Wilberforce
Herbert William Wrangham Wilberforce (født 8. februar 1864 i München, Kongeriet Bayern, død 28. marts 1941 i Kensington, London, Storbritannien) var en britisk tennisspiller og formand for All England Lawn Tennis and Croquet Club i perioden 1921–1936. I 1887 vandt ham herredoubletitlen i Wimbledon sammen med Patrick Bowes-Lyon. Han var barnebarn af abolitionisten William Wilberforce.